# ヤマトシマドジョウ
ヤマトシマドジョウ (学名: Cobitis matsubarae) は、コイ目ドジョウ科シマドジョウ属に分類される淡水魚である。日本固有種。また、ヤマトシマドジョウは、ヤマトシマドジョウ種群（Cobitis sp. ‘yamato’ complex）に属する種類の総称としても使われる。異種間交雑に由来する異質四倍体性種であることから、生物学的に特異的で、重要な種。本種は本種を報告した記載文に不備があり、命名規約上「matsuabrae」は明らかに無効である。しかし、これまで多くの論文や書籍でこの学名が記載されてきたため、ここではこの学名を採用する。

## 分布
本州の山口県西部、九州(福岡県、佐賀県、長崎県北部、大分県、熊本県、宮崎県中部、鹿児島県西部)、壱岐島、天草下島に分布する。オオシマドジョウ、オンガスジシマドジョウ、チュウガタスジシマドジョウ、アリアケスジシマドジョウなどと同所的に見られることがある。

## 形態
全長は7～9cmで、雌の方が大きい。口髭は3対6本で、第2口髭は短いが眼径より長い。
尾鰭の付け根に有る2つの斑紋は上下とも明瞭であるが、上がより明瞭。尾鰭には3～5列の弧状横帯が存在し、背鰭には3～6列の弓状横帯がある。骨質盤が丸いことが本種特有の特徴。体側の斑紋は点列だが、河川によっては繁殖期のオスの体側斑紋が縦条斑紋傾向になるものもいる。オス胸鰭の骨質盤は単純な円で、第1第1分枝軟条の先端は基本的に長く伸びず、上片は太い。胸鰭腹鰭間筋節数は14～15でおおよそ14。

## 生態
流れが緩やかであり水質の良い河川の中流域や水路の砂底や砂礫底に生息する。川底を這い回り、砂礫中に生息する小型の水生生物や藻類等を食べる。繁殖期の4～6月に、岸部に植生がある根際などで約1.1mmの卵黄径の卵を産卵する。この際、伏流水のある場所に集中する傾向がある。おおむね2年で成熟する。飼育下では3年以上生存する。。

## 分類
嘗てはタイリクシマドジョウ（Cobitis taenia）と同種とされたが、遺伝的、形態的に異なる為別種として分けられた。

2011年、宮崎県大淀川水系に分布する本種の個体群は独立種だと示され、2015年、オオヨドシマドジョウという和名が与えられて新種記載された。同様に、山口県の一部地域に生息するヤマトシマドジョウの個体群は遺伝的差異があり、別種と判断されたことで、ヤマトシマドジョウA型と命名された。ただし、研究は発達途上である。
本種は、染色体数の異なる5型（2n=82、86、90、94、98）が存在する。これら5型は染色体が異なることから、交雑不可能と推測され、別種であると考えられる。
- 博多湾型（染色体数82本）

福岡県西部（博多湾に注ぐ水系と接続する用水路）に分布する。
- 筑紫型（染色体数86本）

福岡県南部、佐賀県東部、大分県西部、熊本県北部（筑後川水系やその周辺の河川や接続している用水路）に分布する。
- 遠賀川型（染色体数90本）

福岡県北部(遠賀川水系)と接続する用水路に分布する。
- 瀬戸内海型（染色体数94本）

山口県中部、福岡県東部、大分県北部(山口県中部の瀬戸内海流入、福岡県の瀬戸内海流入河川、国東半島を除く大分県北部)に分布する。体側の斑紋が縦条傾向で、地色が白い。約2万年前の最終氷期には山口県と九州は陸続きで、一つの大きな水系が形成されていたと考えられており、それが反映されていると考えられる。
- 長門国型（染色体数98本）

山口県西部（長門市や萩市）などの水系に分布する。
上記以外の地域に分布するものは、染色体数がよくわかっていない。

## 人間との関係
観賞魚として販売され、飼育される事がある。

## 地方名
地方名としては、以下の呼称が存在する。
- 分布域全域 ドジョウ（混称）、シマドジョウ（混称）、マツバラシマドジョウ（混称）
- 山口県 スナドジョウ（混称）
- 福岡県 カタビラドジョウ（混称）
- 熊本県 カワドジョウ（熊本県）

## 保全状況
環境省のレッドリストでは絶滅危惧Ⅱ類に指定されている。
絶滅危惧II類 (VU)（環境省レッドリスト）
（レッドリスト）

## ヤマトシマドジョウ種群
主に九州と山口県に分布するシマドジョウ属に属す種群。3種が属している。3～5列の弧状があり、体側の斑紋は点列である。
九州のイシドジョウを除くシマドジョウ属は、シマドジョウ種群の一種であると考えられてきたが、その後、それらはヤマトシマドジョウ種群であると訂正され、長らく信じられてきた。ところが、大分県で、シマドジョウ種群の一種であるオオシマドジョウが発見され、シマドジョウ小型種群、シマドジョウ中型種群なども複数種発見された。
ヤマトシマドジョウ種群の種
- ヤマトシマドジョウ
- ヤマトシマドジョウA型
- オオヨドシマドジョウ